# Bulbophyllum caudipetalum
Bulbophyllum caudipetalum är en orkidéart som beskrevs av Johannes Jacobus Smith. Bulbophyllum caudipetalum ingår i släktet Bulbophyllum och familjen orkidéer. Inga underarter finns listade i Catalogue of Life.